# 서울 관악구의 국회의원

## 행정구역 변천
- 1973년 7월 1일 영등포구 노량진동·상도동·상도동·봉천동·본동·흑석동·동작동·사당동·방배동·신림동·대방동·신대방동에 서울특별시 관악구 설치
- 1980년 4월 1일 관악구 노량진동·상도동·본동·흑석동·대방동·신대방동·동작동·사당동 일부가 동작구로 분구, 편입되지 않은 사당동 일부가 남현동으로 개칭, 방배동이 강남구에 편입

## 서울 관악구의 역대 국회의원 일람
| 대수   | 이름           | 소속정당       | 임기                               | 선거구역 |
| ------ | -------------- | -------------- | ---------------------------------- | --- |
| 제10대 | 김수한(金守漢) | 신민당         | 1979년 3월 12일 ~ 1980년 8월 27일  | 관악구 일원(제9선거구) |
| 제10대 | 정희섭(鄭熙燮) | 민주공화당     | 1979년 3월 12일 ~ 1980년 10월 27일 | 관악구 일원(제9선거구) |
| 제11대 | 임철순(任哲淳) | 민주정의당     | 1981년 4월 11일 ~ 1985년 4월 10일  | 관악구 일원(제12선거구) |
| 제11대 | 한광옥(韓光玉) | 민주한국당     | 1981년 4월 11일 ~ 1985년 4월 10일  | 관악구 일원(제12선거구) |
| 제12대 | 김수한(金守漢) | 신한민주당     | 1985년 4월 11일 ~ 1988년 5월 29일  | 관악구 일원(제12선거구) |
| 제12대 | 임철순(任哲淳) | 민주정의당     | 1985년 4월 11일 ~ 1987년 8월 24일  | 관악구 일원(제12선거구) |
| 제13대 | 한광옥(韓光玉) | 평화민주당     | 1988년 5월 30일 ~ 1992년 5월 29일  | 관악구 갑: 봉천본동, 봉천1동, 봉천2동, 봉천3동, 봉천4동, 봉천5동, 봉천6동, 봉천7동, 봉천8동, 봉천9동, 봉천10동, 봉천11동, 남현동          |
| 제13대 | 이해찬(李海瓚) | 평화민주당     | 1988년 5월 30일 ~ 1992년 5월 29일  | 관악구 을: 신림본동, 신림1동, 신림2동, 신림3동, 신림4동, 신림5동, 신림6동, 신림7동, 신림8동, 신림9동, 신림10동, 신림11동                  |
| 제14대 | 한광옥(韓光玉) | 민주당         | 1992년 5월 30일 ~ 1996년 5월 29일  | 관악구 갑: 봉천본동, 봉천1동, 봉천2동, 봉천3동, 봉천4동, 봉천5동, 봉천6동, 봉천7동, 봉천8동, 봉천9동, 봉천10동, 봉천11동, 남현동          |
| 제14대 | 이해찬(李海瓚) | 민주당         | 1992년 5월 30일 ~ 1995년 6월 30일  | 관악구 을: 신림본동, 신림1동, 신림2동, 신림3동, 신림4동, 신림5동, 신림6동, 신림7동, 신림8동, 신림9동, 신림10동, 신림11동, 신림12동        |
| 제15대 | 이상현(李相賢) | 신한국당       | 1996년 5월 30일 ~ 2000년 5월 29일  | 관악구 갑: 봉천본동, 봉천1동, 봉천2동, 봉천3동, 봉천4동, 봉천5동, 봉천6동, 봉천7동, 봉천8동, 봉천9동, 봉천10동, 봉천11동, 남현동, 신림5동 |
| 제15대 | 이해찬(李海瓚) | 새정치국민회의 | 1996년 5월 30일 ~ 2000년 5월 29일  | 관악구 을: 신림본동, 신림1동, 신림2동, 신림3동, 신림4동, 신림6동, 신림7동, 신림8동, 신림9동, 신림10동, 신림11동, 신림12동, 신림13동       |
| 제16대 | 이훈평(李訓平) | 새천년민주당   | 2000년 5월 30일 ~ 2004년 5월 29일  | 관악구 갑: 봉천본동, 봉천1동, 봉천2동, 봉천3동, 봉천4동, 봉천5동, 봉천6동, 봉천7동, 봉천8동, 봉천9동, 봉천10동, 봉천11동, 남현동, 신림5동 |
| 제16대 | 이해찬(李海瓚) | 새천년민주당   | 2000년 5월 30일 ~ 2004년 5월 29일  | 관악구 을: 신림본동, 신림1동, 신림2동, 신림3동, 신림4동, 신림6동, 신림7동, 신림8동, 신림9동, 신림10동, 신림11동, 신림12동, 신림13동       |
| 제17대 | 유기홍(柳基洪) | 열린우리당     | 2004년 5월 30일 ~ 2008년 5월 29일  | 관악구 갑: 봉천본동, 봉천1동, 봉천2동, 봉천3동, 봉천4동, 봉천5동, 봉천6동, 봉천7동, 봉천8동, 봉천9동, 봉천10동, 봉천11동, 남현동, 신림5동 |
| 제17대 | 이해찬(李海瓚) | 열린우리당     | 2004년 5월 30일 ~ 2008년 5월 29일  | 관악구 을: 신림본동, 신림1동, 신림2동, 신림3동, 신림4동, 신림6동, 신림7동, 신림8동, 신림9동, 신림10동, 신림11동, 신림12동, 신림13동       |
| 제18대 | 김성식(金成植) | 한나라당       | 2008년 5월 30일 ~ 2012년 5월 29일  | 관악구 갑: 봉천본동, 봉천1동, 봉천2동, 봉천3동, 봉천4동, 봉천5동, 봉천6동, 봉천7동, 봉천8동, 봉천9동, 봉천10동, 봉천11동, 남현동, 신림5동 |
| 제18대 | 김희철(金熙喆) | 통합민주당     | 2008년 5월 30일 ~ 2012년 5월 29일  | 관악구 을: 신림본동, 신림1동, 신림2동, 신림3동, 신림4동, 신림6동, 신림7동, 신림8동, 신림9동, 신림10동, 신림11동, 신림12동, 신림13동       |
| 제19대 | 유기홍(柳基洪) | 민주통합당     | 2012년 5월 30일 ~ 2016년 5월 29일  | 관악구 갑: 보라매동, 은천동, 성현동, 중앙동, 청림동, 행운동, 청룡동, 낙성대동, 인헌동, 남현동, 신림동                                     |
| 제19대 | 이상규(李相奎) | 통합진보당     | 2012년 5월 30일 ~ 2014년 12월 19일 | 관악구 을: 신사동, 조원동, 미성동, 난곡동, 난향동, 서원동, 신원동, 서림동, 삼성동, 대학동                                                 |
| 제19대 | 오신환(吳晨煥) | 새누리당       | 2015년 4월 30일 ~ 2016년 5월 29일  | 관악구 을: 신사동, 조원동, 미성동, 난곡동, 난향동, 서원동, 신원동, 서림동, 삼성동, 대학동                                                 |
| 제20대 | 김성식(金成植) | 국민의당       | 2016년 5월 30일 ~ 2020년 5월 29일  | 관악구 갑: 보라매동, 은천동, 성현동, 중앙동, 청림동, 행운동, 청룡동, 낙성대동, 인헌동, 남현동, 신림동                                     |
| 제20대 | 오신환(吳晨煥) | 새누리당       | 2016년 5월 30일 ~ 2020년 5월 29일  | 관악구 을: 신사동, 조원동, 미성동, 난곡동, 난향동, 서원동, 신원동, 서림동, 삼성동, 대학동                                                 |
| 제21대 | 유기홍(柳基洪) | 더불어민주당   | 2020년 5월 30일~2024년 5월 29일    | 관악구 갑: 보라매동, 은천동, 성현동, 중앙동, 청림동, 행운동, 청룡동, 낙성대동, 인헌동, 남현동, 신림동                                     |
| 제21대 | 정태호(鄭泰浩) | 더불어민주당   | 2020년 5월 30일~2024년 5월 29일    | 관악구 을: 신사동, 조원동, 미성동, 난곡동, 난향동, 서원동, 신원동, 서림동, 삼성동, 대학동                                                 |
| 제22대 | 박민규(朴珉奎) | 더불어민주당   | 2024년 5월 30일 ~                  | 관악구 갑: 보라매동, 은천동, 성현동, 중앙동, 청림동, 행운동, 청룡동, 낙성대동, 인헌동, 남현동, 신림동                                     |
| 제22대 | 정태호(鄭泰浩) | 더불어민주당   | 2024년 5월 30일 ~                  | 관악구 을: 신사동, 조원동, 미성동, 난곡동, 난향동, 서원동, 신원동, 서림동, 삼성동, 대학동                                                 |

## 같이 보기
- 관악구 갑
- 관악구 을
- 광명시의 국회의원
- 안양시의 국회의원
- 의왕시의 국회의원
- 과천시의 국회의원
- 군포시의 국회의원
- 안산시의 국회의원
- 시흥시의 국회의원
- 서울 영등포구의 국회의원
- 서울 동작구의 국회의원
- 서울 구로구의 국회의원
- 서울 금천구의 국회의원
- 서울 강남구의 국회의원
- 서울 서초구의 국회의원